# ۱۲۸۲ (قمری)
۱۲۸۲ (قمری)، هزار و دویست و هشتاد و دومین سال در گاهشماری هجری قمری است. اول محرم این سال برابر با بیست و هفتم مه سال ۱۸۶۵ میلادی است.

## زادگان
- مقبل‌السلطنه خراسانی؛ سران و صاحب منصبان دورهٔ قاجار

## وابسته
- سید علی قاضی
- مسلم بن عقیل
- محمد حبیب شاکر